# La Bascule
Pour les articles homonymes, voir Bascule.

La Bascule est un téléfilm français de 90 minutes réalisé par Marco Pico en 1998 pour France 2, et diffusé en 1999.

## Synopsis
Fanny Beaucart est paraplégique à la suite d’un accident de parapente survenu deux ans plus tôt. Agrégée de maths, elle avait commencé à enseigner dans un lycée bordelais et adorait son métier. C’est pourquoi, sa rééducation terminée, elle n’a qu’un seul but : se remettre au travail et se réintégrer dans la vie normale. Considérant que toutes les institutions publiques doivent employer des handicapés et mettre leurs bâtiments aux normes, elle demande donc sa mutation dans ce petit collège de quartier, situé non loin de l’hôpital où elle reçoit ses soins quotidiens. Le Rectorat, réticent, accepte qu’elle le fasse à l’essai pendant un mois. Le film raconte, pendant ce mois crucial, sa difficile reconquête de soi, aussi bien sur le plan professionnel que personnel...

## Production
- Production : Jacques Fansten (Télécip)
- Assistance Production : Lissa Pillu
- Producteur Diffuseur: Nicolas Traube (France 2)
- Date de diffusion : 10 mars 1999

## Fiche technique
- Réalisateur : Marco Pico
- Scénario : Toni Leicester (Jenny Arasse) et Philippe Madral
- Dialogues : Toni Leicester (Jenny Arasse)
- Musique : Jean-Marie Sénia
- Directeur Photo: François Lartigue
- Montage : Youcef Tobni
- Création des décors : Dominique Beaucamps
- Création des costumes : Eve-Marie Arnault

## Distribution
- Rosemarie La Vaullée : Fanny Beaucart
- Laurent Natrella : Patrice
- Thomas Jouannet : Boris
- Gaspard Ulliel : Olivier Baron
- Geneviève Fontanel : Nicole Beaucart
- Philippe Crespeau : Moreau
- Violaine Barret : Mme Lançon
- Elody Savary : Marion
- Stephanie Jobert : Amira
- Valérie Ancel : Claire
- Joël Barc : Guéret
- Rémi Bichet : Romain
- Myriam Ehrlich : Aline